# El refugio del mal
El refugio del mal és una pel·lícula espanyola de terror del 2003 dirigida per Félix Cábez en la que era la seva ópera prima. Fou protagonitzada per l'actor argentí Daniel Freire i els actrius espanyoles Rosana Pastor i Lucía Jiménez. Ha estat rodada a Benasc i a Navacerrada i el seu pressupost era de 2,1 milions d'euros.

## Sinopsi
Martín busca el seu germà seguint les regles d'un joc infantil que el porta a diferents punts que li deixen pistes del seu itinerari. En un d'ells arriba a un hotel de muntanya on es'allotja per esperar el seu germà. Allí intenta seduir-lo la propietària del hotel, Simona. Martín troba indicis de que el seu germà hi ha estat, però tothom nega haver-lo vist. La cosa es complica quan rep les insinuacions d'Eloisa, la filla de Simona.

## Repartiment
- Lucía Jiménez	...	Eloísa
- Rosana Pastor	...	Simone
- Juan Fernández	...	Jerzy
- Nur Levi...	Mariajo
- Daniel Freire...	Martín
- Txema Blasco...	Sr. Santos
- Joan Vallés	...	Don Carlos
- Jack Taylor	...	Don Alberto
- José Antonio Izaguirre	...	Don Antonio
- Alfredo Landa	... Gasoliner

## Nominacions
- XVIII Premis Goya: Nominat al Goya als millors efectes especials.[4]